# Solfatare (Italie)
Pour l’article homonyme, voir Solfatare.
 (mai 2022).
Si vous disposez d'ouvrages ou d'articles de référence ou si vous connaissez des sites web de qualité traitant du thème abordé ici, merci de compléter l'article en donnant les références utiles à sa vérifiabilité et en les liant à la section « Notes et références ».
La Solfatare (Solfatara di Pozzuoli en italien) est un volcan situé à proximité de la ville de Pouzzoles, à l'ouest de Naples, la deuxième plus grande agglomération du pays avec quatre millions d'habitants, dans la région italienne de Campanie, au sud de la chaîne principale des Apennins.
La Solfatare constitue la zone la plus active parmi les quelque quarante volcans faisant partie du complexe volcanique des champs Phlégréens. Après le Vésuve, il est le second grand volcan actif à proximité immédiate de Naples.

## Étymologie
Le toponyme, qui provient du latin Sulpha terra, « terre de soufre », a donné son nom aux solfatares, un type de fumerolles caractérisé par d'importants dépôts de soufre.

## Géologie
Le cratère est situé sur une colline à 190 m d’altitude. Il a une forme de vasque ovale d'un diamètre allant jusqu'à 770 mètres.
Au centre se trouvent des marmites de boues sulfureuses bouillonnantes, la fangia, utilisée dès l'Antiquité à buts thérapeutiques, et exploitée encore aujourd’hui comme produit de beauté d’origine hydrothermale.
Le paysage est lunaire, constitué de cendres et de nombreuses fentes dans le sol d'où s'échappent des fumerolles. La principale, dite Bocca Grande (« grande bouche » en italien, « grande fumerolle » en français), émet des gaz de l'ordre de 1 500 tonnes de dioxyde de carbone et 3 300 tonnes de vapeur riche en minéraux (bore, sodium, magnésium, vanadium, arsenic, zinc, iode, antimoine, rubidium…) par jour à une température d'environ 160-200 °C. Ce dégazage dépose sur les roches adjacentes des cristaux rouges de réalgar et cinabre et des cristaux jaunes d’orpiment. Il a été démontré que la composition chimique de ces gaz (anhydride carbonique, anhydride sulfureux, etc.) et la température varient au cours du temps.
Le volcan est entouré de petits empilements meubles d'éjectas de pouzzolane, des fragments de lave éjectés, de cendre et lapilli, que l'on appelle tuf lorsqu'il est compacté.

## Faune et flore
La flore est typique de la garrigue : myrte, ciste, arbousier et autres plantes habituées à des conditions climatiques rudes (vent, température, sécheresse, salinité).
À l’intérieur du cratère, malgré un fort taux d’acidité (pH inférieur à 3) et une température élevée (90 °C) vivent quelques micro-organismes dans les boues : les bactéries Bacillus acidocaldarius et Caldarella acidophila, l’archée Sulfolobus solfataricus et l’algue unicellulaire Cyanidium caldarium. En 1990 une nouvelle espèce d’invertébrés a été identifiée à la Solfatara, un petit arthropode, le collembole Seira tongiorgii.

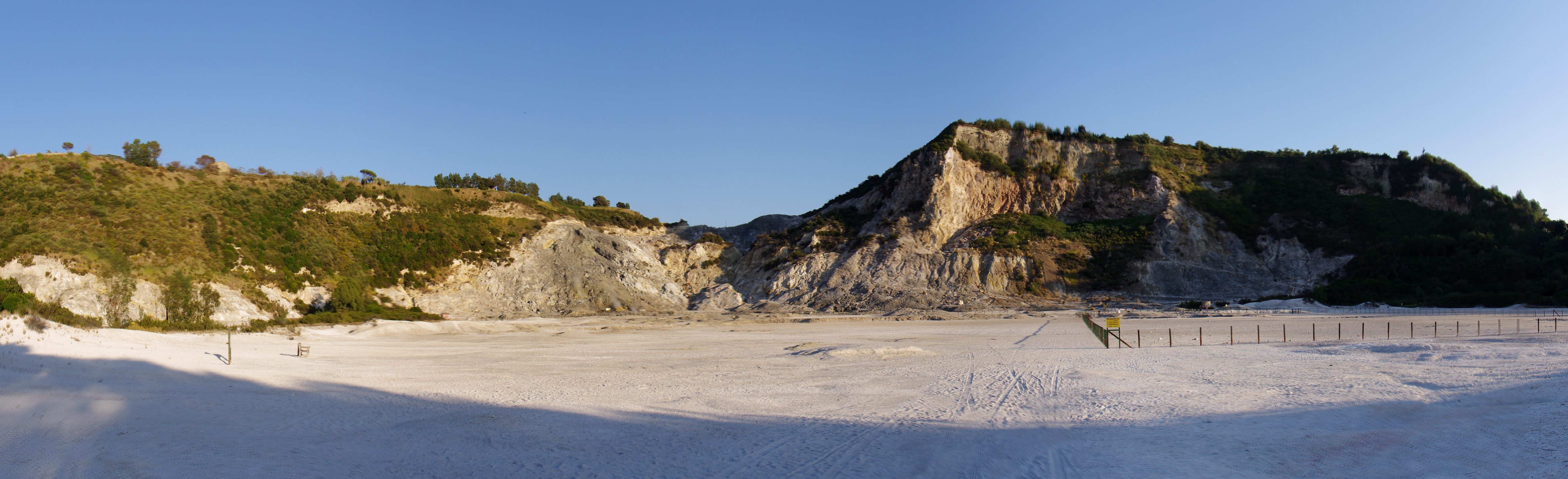
Vue panoramique du cratère vers le sud-est.
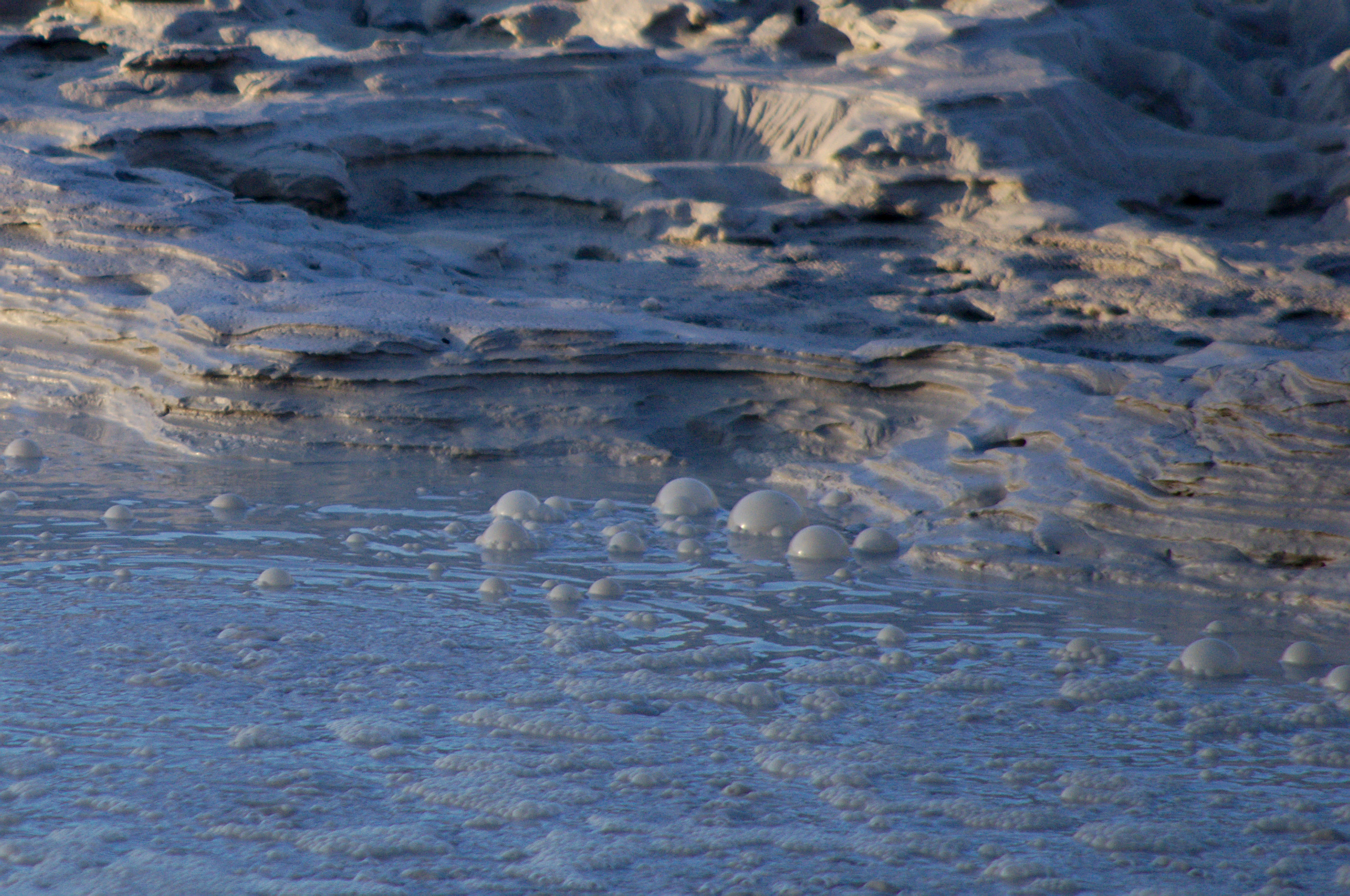
Mare de boue (vue très rapprochée).
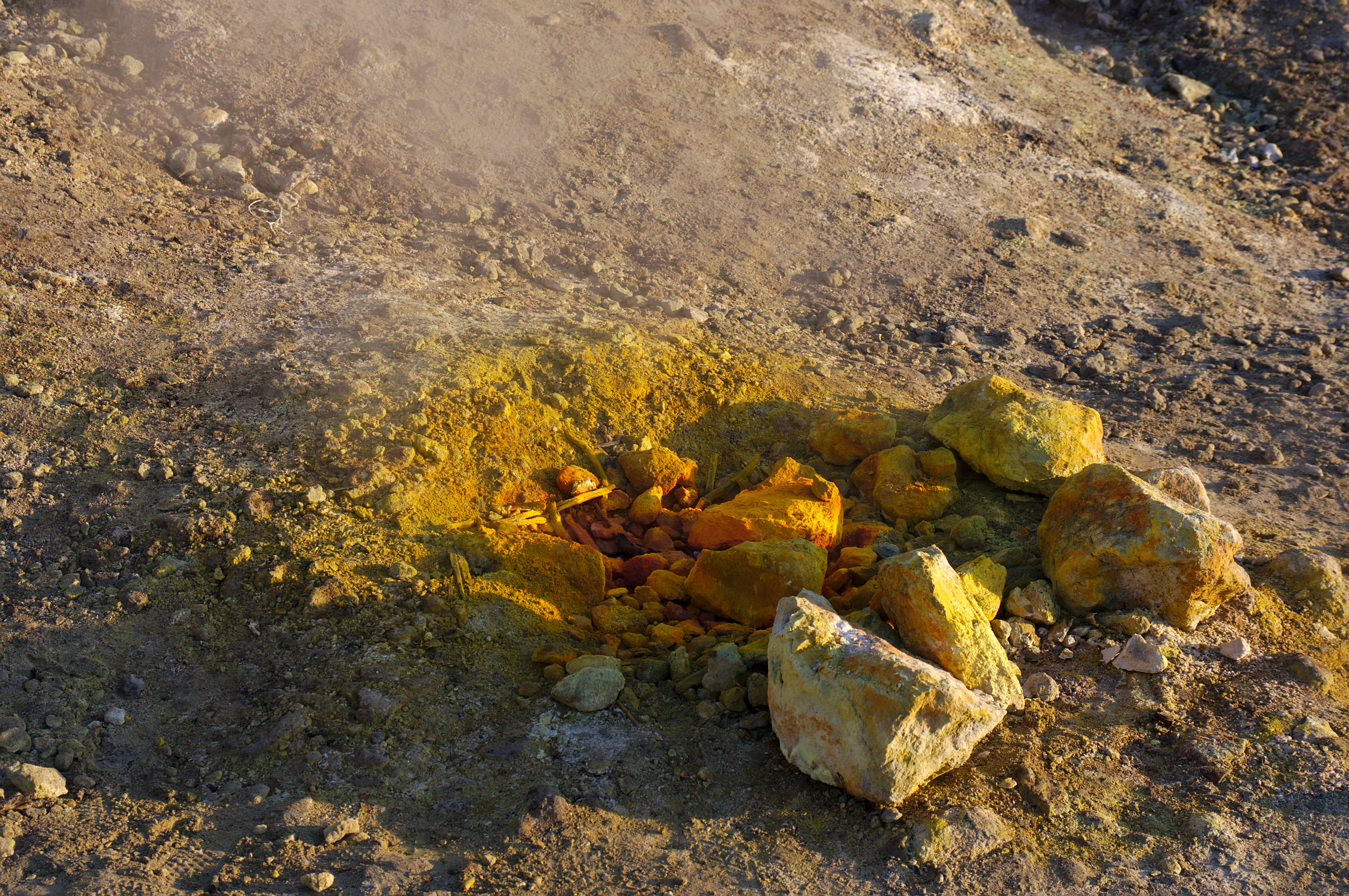
Fumerolle.
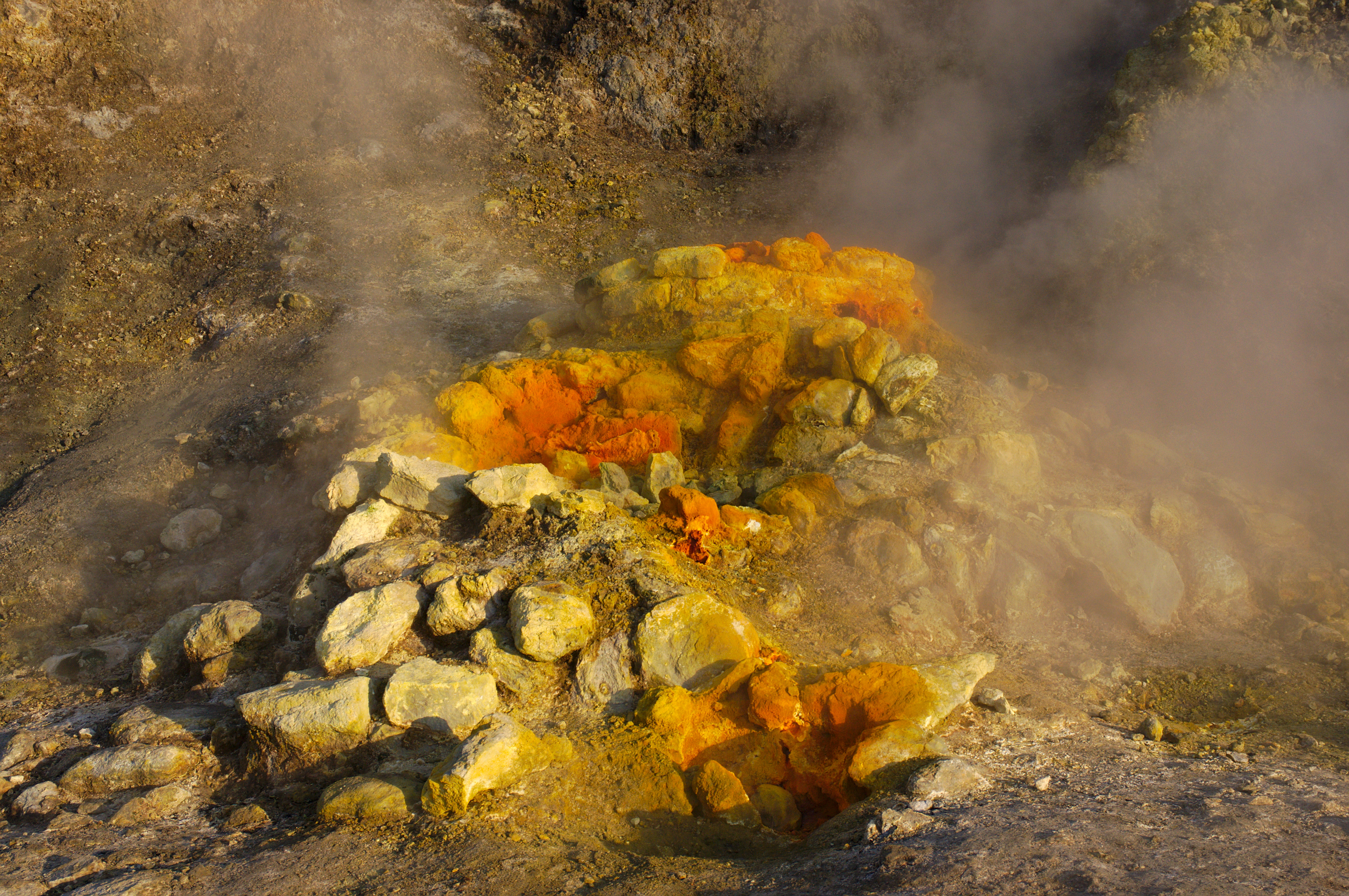
Grande fumerolle.

## Formation
La genèse de la Solfatare s'inscrit dans celle des champs Phlégréens par l'éruption ignimbritique campanienne il y a environ 35 000 ans. Celle ci fut suivie d'une éruption dite de tuf jaune, qui recouvrit la plaine campanienne sur près de 1 000 km² il y a environ 12 000 ans. Le cratère lui-même résulte d'une violente explosion dite phréato-magmatique remontant à 4 000 ans seulement.

## Activité tellurique
La Solfatare a un volcanisme actif de basse intensité. Les manifestations principales sont une activité sismique peu intense et un bradyséisme constant. Le volcan est l’épicentre d'un phénomène cyclique de déformation du sol qui a comme résultat l’élévation et l’affaissement du sol des champs Phlégréens par rapport au niveau de la mer.
Le point de référence est l’ancien marché de Pouzzoles, sur l'emplacement du temple de Sérapis, datant de l’an 2 avant J.-C., En effet, il témoigne de cette fluctuation magmatique du sol : les colonnes sont sombres jusqu’à une hauteur de 5,80 m environ. Ceci est dû à des coquillages qui ont rongé la pierre. À cet endroit, les colonnes étaient donc immergées.
L'histoire volcanique récente est également documentée grâce aux sources antiques, suivies des archives de l'Église et enfin des observations volcaniques modernes avec notamment une liste des éruptions des champs Phlégréens.

L'une d'entre elles est responsable en 300 av. J.-C. de la disparition de la ville romaine de Baia sous 15 m d'eau. Les Grecs ont donné le nom de Leucogée (syn. craie) aux flancs de ses collines, blanchies par les vapeurs sulfureuses. Pline l'Ancien, dans son Histoire Naturelle, et Strabon dans le livre V de sa Géographie, en parlent comme d'un volcan à demi éteint. Strabon l'appelle Forum Vulcani et le décrit ainsi :
Cet espace, tout entouré de collines ignées, pleines intérieurement de feux, et percées en plusieurs endroits de soupiraux par lesquels des flammes s'échappent à grand bruit, est lui-même rempli de soufre que l'on peut extraire
Une éruption ayant eu lieu en 1158, rapportée du XIIe au XVIe siècle, a été vérifiée notamment lors de travaux de recherche publiés en 2009, une autre en septembre 1538, donne naissance au plus jeune volcan d’Europe, le Monte Nuovo.
En 1930, la Solfatare répondit au séisme pourtant lointain de l'Irpinia par des projections de boue à une trentaine de mètres.
Après les pics bradysismiques enregistrés entre 1970 et 1972 puis 1982 et 1984, caractérisés par une élévation maximale de 3 m, le sol s’affaisse lentement. On y constate en parallèle des micro-séismes, et au niveau de la Solfatare, une augmentation de température et de la proportion des gaz d’origine magmatique dans les fumerolles : la « Bocca Giovane », une nouvelle bouche naît le 16 novembre 1984 et crache d’épaisses volutes de vapeur.

## La Solfatare dans la culture

### Localisation du royaume d'Hadès et des portes des Enfers

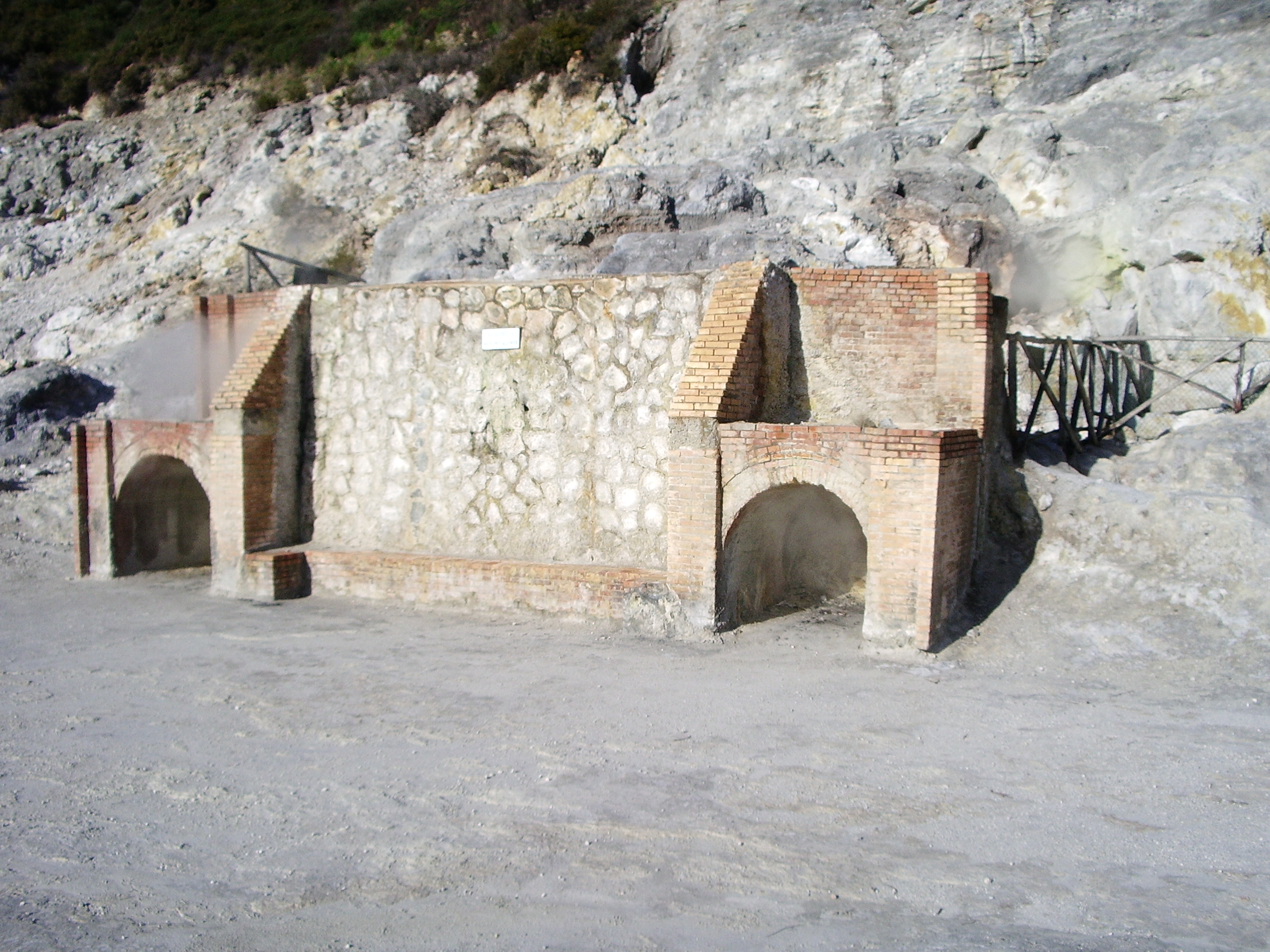
L'« Enfer » et le « Purgatoire », anciennes grottes aménagées pour la prise de bains de vapeurs soufrés à 60 °C.

Ces activités telluriques n'ont pas manqué de fasciner les Grecs et les Romains. Ils placèrent dans ce secteur des lieux mythiques, tels l'entrée des Enfers situés tantôt au niveau de la « Bocca Grande » tantôt au lac d'Averne dont émanaient alors des gaz toxiques, parfois d'une redoutable puanteur sulfurique :
Dans l'Énéide, Virgile raconte qu'Énée a creusé, sur la rive du lac Averne, un passage vers le monde souterrain, afin de rechercher son père défunt Anchise en franchissant le Styx.

### L'exploitation des minéraux
L’activité extractive de soufre, d'alun et de kaolin est présente dans toutes les époques historiques.

### Thermalisme dès leXIIesiècle
Au XIIe siècle, Pierre d'Éboli, dans son De Balneis Puteolanis, recommande à Frédéric de Hohenstaufen, roi de Sicile et empereur germanique, Stupor Mundi, les effets bénéfiques des sources, aujourd’hui disparues sous l'effet du bradyséisme. Leurs eaux, au goût de citron, étaient censées soigner les maladies de la vue, de la peau, l'asthme et quelques maladies respiratoires. Ce dernier aurait suivi son conseil et profité d'une cure sur le chemin de la sixième croisade — la seule croisade pacifique.

### Étape obligatoire sur le «Grand Tour» des intellectuels dusiècle des Lumières
Les jeunes Goethe et Stendhal n'ont pas manqué de visiter les champs Phlégréens et la Solfatare.

### Essor auXIXesiècle
À partir du XIXe siècle, le site abrite un centre de recherche scientifique, fondé par le chimiste et naturaliste Sebastiano De Luca (it).

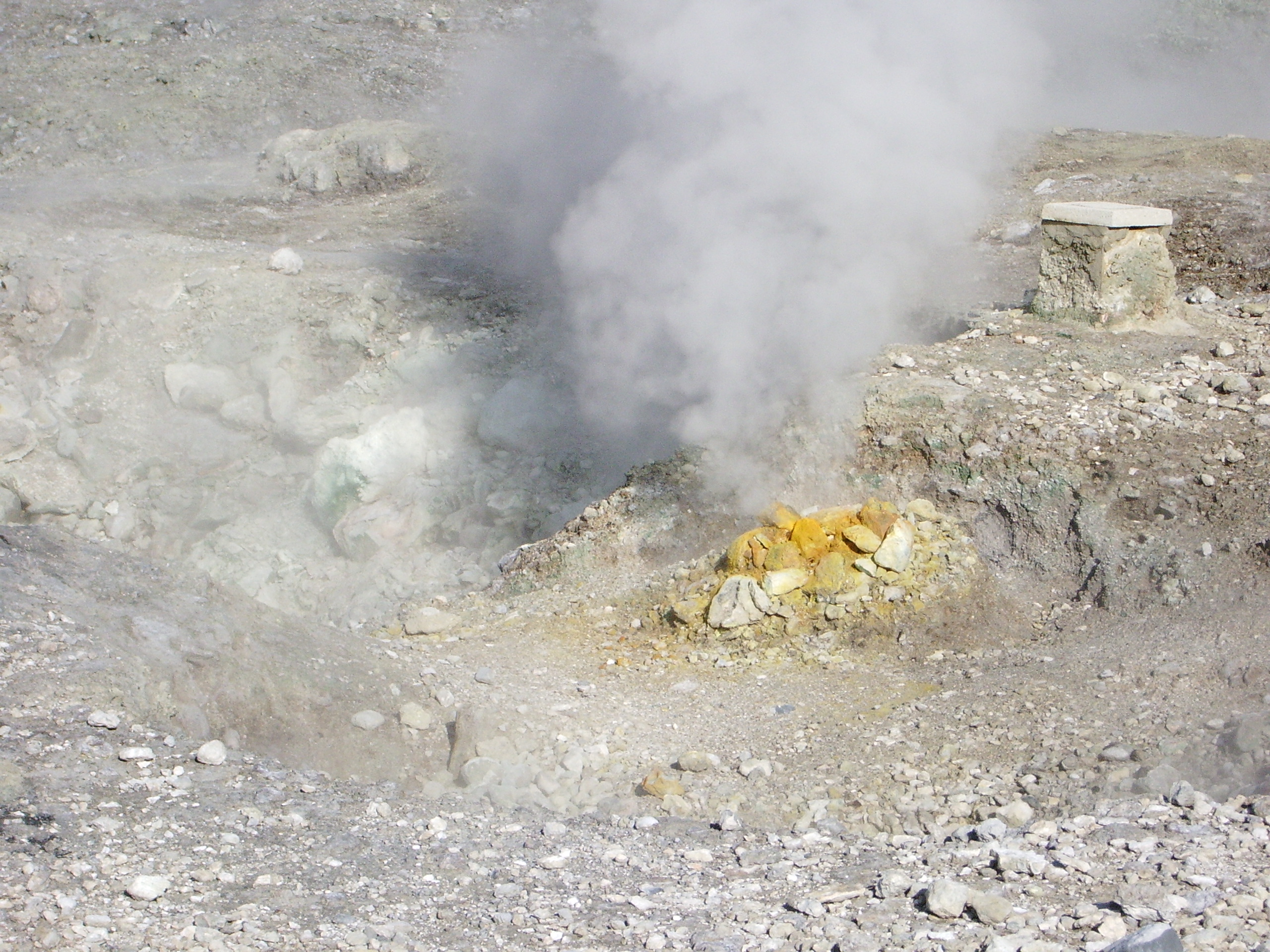
La Grande Bouche : l'entrée des Enfers.

## Tourisme

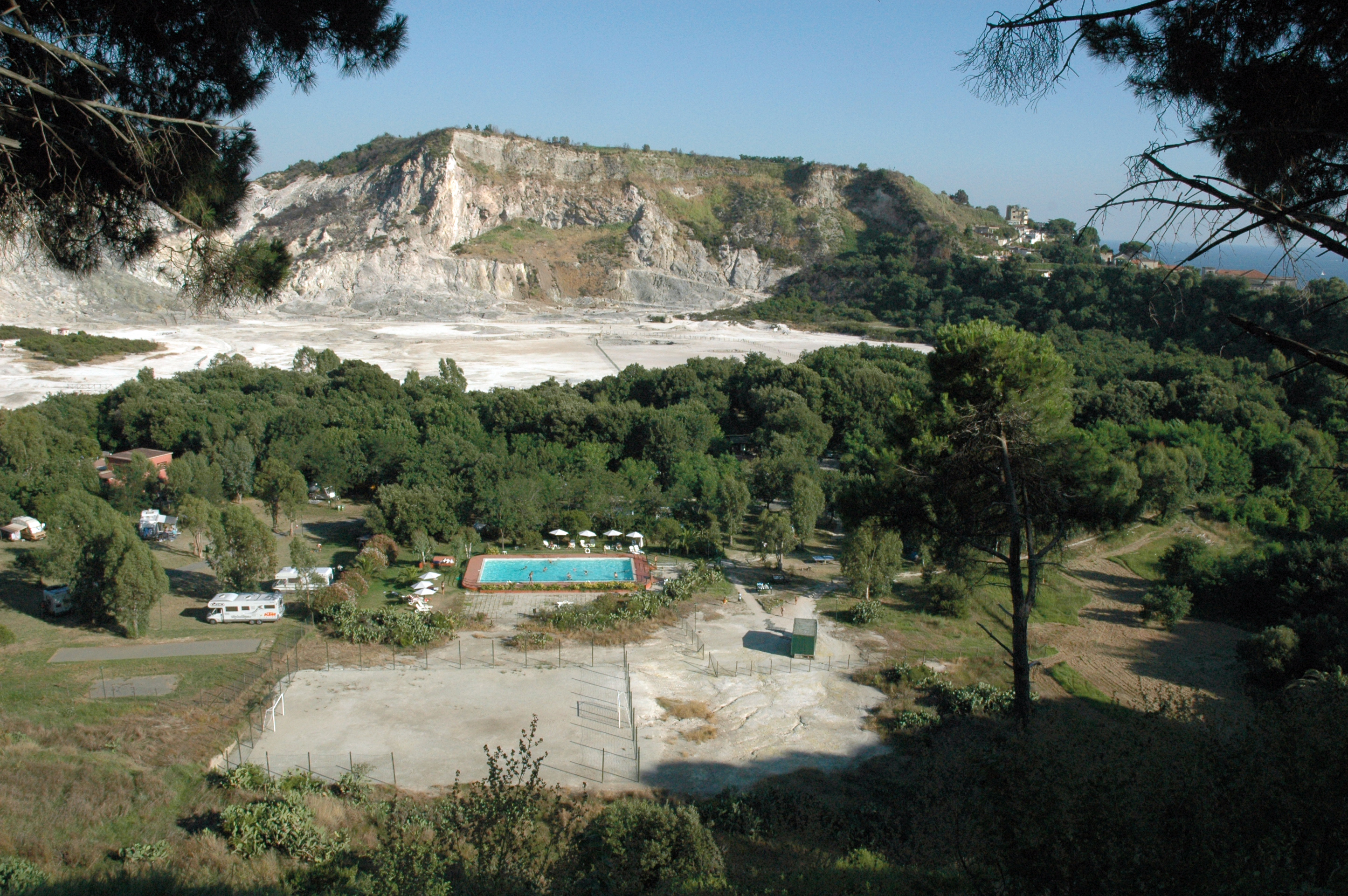
Vue du camping.

Le cratère de la Solfatare fût accessible au public et visitable pendants plusieurs années. Un camping s'y était installé dans une partie boisé du cratère, donnant une expérience unique aux campeurs présent.
Depuis septembre 2017, le cratère et le camping sont fermés au public depuis un accident ayant entraîné la mort d'un couple de touriste et leur enfant, tombé dans une marmite de boue.